# 莫維爾鎮區 (愛荷華州伍德伯里縣)
莫維爾鎮區（英語：Moville Township）是位於美國愛荷華州伍德伯里縣的一個行政鎮區。

## 地方資料
根據2010年美國人口普查的數據，莫維爾鎮區的面積為94.48平方千米，當中陸地面積為94.07平方千米，而水域面積為0.41平方千米。當地共有人口340人，而人口密度為每平方千米3.6人。